# William Sutherland, 2. Earl of Sutherland

Wappen des Earl of Sutherland

William Sutherland, 2. Earl of Sutherland (* um 1235; † zwischen April 1306 und September 1307) war ein schottischer Magnat.

## Herkunft
William de Moravia war ein Sohn seines gleichnamigen Vaters William de Moravia, 1. Earl of Sutherland. Beim Tod seines Vaters um 1248 war er noch minderjährig. 1263 wurde er als Earl of Sutherland eingesetzt und konnte sein Erbe antreten, womit er Chief des Clan Sutherland wurde.

## Rolle während des Schottischen Unabhängigkeitskriegs
1275 schloss er einen Vertrag mit Archibald Heroch, dem Bischof von Caithness zur Beilegung von Gebietsstreitigkeiten. Er nahm 1284 am Parlament von Scone teil, bei dem nach dem Tod von Alexander, dem einzigen Sohn von König Alexander III. die schottische Thronfolge geregelt wurde. Er nahm am 12. März 1290 an dem schottischen Parlament in Birgham teil, dass dem Abkommen zustimmte, nach dem die Thronerbin Margarete mit dem englischen Thronfolger Eduard verheiratet werden sollte. Als nach dem Tod der Thronerbin Margarete im Oktober 1290 die Thronfolge wieder völlig offen war, soll Sutherland den Thronanspruch von Robert de Brus unterstützt haben. Um einen Bürgerkrieg zwischen den Thronanwärtern zu vermeiden, sollte der englische König Eduard I. über deren Ansprüche entscheiden. Im Juli 1291 berief der englische König deshalb Sutherland nach Inverness, wo er ihm als Oberherrn von Schottland die Treue schwören sollte. 1292 wurde John Balliol als neuer schottischer König eingesetzt, doch dieser geriet mit dem englischen König über die Frage der Oberherrschaft in Streit und wurde 1296 vom englischen König zur Abdankung gezwungen. Sutherland soll 1296 dem englischen König in Berwick erneut gehuldigt haben und nahm ab 1297 nicht an dem von William Wallace geführten Aufstand gegen die englische Oberherrschaft teil. Stattdessen unterstützte er den vom englischen König eingesetzten Keeper of Scotland Sir Brian FitzAlan. Als 1306 Robert Bruce, ein Enkel von Robert de Brus, sich zum neuen schottischen König erklärte, lehnte Sutherland dies ab, weil er vermutlich immer noch John Balliol als rechtmäßigen König betrachtete. Der englische König belohnte das, indem er ihm für verwirkt erklärte Besitzungen in Moray gab, deren Besitzer die Rebellion von Bruce unterstützten. Bis zu seinem Tod betrachtete Sutherland Bruce als Usurpator.

## Nachkommen
Sutherland hatte mindestens zwei Söhne:
- William Sutherland, 3. Earl of Sutherland (um 1286–1330)
- Kenneth Sutherland, 4. Earl of Sutherland († 1333)

Nach seinem Tod wurde zunächst sein ältester Sohn William sein Erbe, nach dessen kinderlosen Tod erbte sein jüngerer Sohn Kenneth die Besitzungen und den Titel.